# Takahiro Shiota
Takahiro Shiota (jap. 塩田 隆比呂, Shiota Takahiro) ist ein japanischer Mathematiker. Er ist Professor an der Universität Kyōto.
1986 veröffentlichte er die Lösung des Schottky-Problems, indem er die Jacobi-Varietäten durch Solitonenlösungen der Kadomtsev-Petviashvili-Gleichung (KP-Gleichung, ursprünglich aus der Plasmaphysik von Kadomtzew und Wladimir Iossifowitsch Petwiaschwili) charakterisierte. Das war vorher von Sergei Nowikow vermutet worden. Die Arbeit entstand aus seiner Dissertation an der Harvard University 1984. Danach war Shiota an der Brandeis University.
Shiota befasste sich auch weiter mit integrablen Systemen teilweise in Zusammenarbeit mit Pierre van Moerbeke und Mark Adler mit Anwendungen auf Zufallsmatrizen. Neben algebraischer Geometrie und integrablen Systemen befasste er sich auch mit Bilderkennung (wo er mit David Mumford zusammenarbeitete) u. a. in der Medizin. Shiota war auch Mitherausgeber der gesammelten Aufsätze von Mumford.
1989 war er Sloan Research Fellow. 1987/88 war er am Institute for Advanced Study. 1999 war er am MSRI.